# B'z The "Mixture"
《B'z The "Mixture"》是日本音樂組合B'z於2000年2月23日發行的官方公認裏精選輯。全曲以重新灌錄收錄。

## 概要
通稱「珍珠盤」（パール盤）。「珍珠盤」的含義是，雖然從前發行的精選輯名為『B'z The Best "Pleasure"』『B'z The Best "Treasure"』，但按照唱片封面的顏色被分別稱作『金盤』『銀盤』，而藉機引用了獅王當時舉行的「藍鑽」洗衣精的金・銀・珍珠 抽獎活動，成為了「珍珠盤」。當在訪談中被問及「為何無銅盤？」時，成員答道「因為銅就像是第3人一樣，所以我們不喜歡」。
本作是官方公認精選輯系列中的第3張，由未收錄於專輯中的單曲2nd beat及未發表曲、自我翻唱、混音等樂曲所構成，是一張顧名思義的「混合專輯」。
B'z自身不將本專輯稱作「裏精選輯」（裏ベスト）或「B面集」，而是視為「必備專輯」（Must Album）。此外，與其他精選輯不同，以雜誌、廣播電台、電視出演等進行了積極宣傳，並在電視出演時將本作介紹為「新專輯」（New Album）。
此外，本專輯含有Bonus Track，將僅自2000年2月起至3月期間限定開設的「BZ-MIXTURE.COM」網站上所分發的「B'z Media Player」安裝上電腦，並將CD置入後，即可聽到在之後發售的11th專輯『ELEVEN』中所收錄的「Raging River」的DEMO版本。但由於該「BZ-MIXTURE.COM」網站目前已不存在，因此變得無法再試聽到「Raging River」的DEMO版本。
本作包裝與『B'z The Best "Pleasure"』『B'z The Best "Treasure"』同樣是以封套盒（Sleeve Case）規格呈現。作為初回生產特典，附屬了帶有B'z商標與松本・稻葉臉部寫真的魔術方塊「B'z CUBE」。作為二次出荷特典，封入了施加上B'z新舊商標的手機用防電磁波貼紙（共計5種類）。
為了紀念本作發售，於發售同日出演了日本放送的廣播節目『B'zのオールナイトニッポン〜Media Mixture〜』。同節目亦有在網際網路上直播，同時觀看人數達到14,600人，更新了當時的日本紀錄。

## 關於「Mixture style」與「Mixture mix」
- 「Mixture style」為重新錄製之版本[10]。將爵士鼓及貝斯的聲音由電腦編曲（日语：打ち込み）變更為現場錄音，並加重了吉他聲。亦有如（所以請放開那隻手）般被大幅改編的樂曲，被施加於初期樂曲。
- 「Mixture mix」是將既存樂曲混音之版本[10]，大多數樂曲具有獨特的立體聲分佈。

## 關於發售商
被廣泛認為本專輯是為了和解與非官方精選輯『Flash Back -B'z Early Special Titles-』關係複雜的權利問題而製作，Being（現・B ZONE）保有專輯的原盤權，發售商則成為了由「BMG FUNHOUSE」（現・Ariola Japan）內的Being專屬唱片公司BERG Label發售。雖然被稱作裏精選輯，但其原因亦是由於多為過去1st〜3rd專輯樂曲的重新錄製之緣故。然而本專輯亦被列入了官方網站上的「DISCOGRAPHY」中，是選曲全權涉及本人的官方專輯。不過，除了有將本專輯一部分收錄曲以手機歌曲鈴聲・手機全曲鈴聲，在Being運營的數位下載網站"BEING GIZA STUDIO"上提供了數位下載外，由BERG Label所發售的其他藝人音源，目前是未於任何網站上提供數位音樂下載之現狀。

## 收錄曲
1. （所以請放開那隻手 -Mixture style-）(4:10)
1st單曲的重新錄製。亦被收錄進了27th單曲的2nd beat。
專為本作改編成硬式搖滾調，是宣傳時在電視上演唱了最多的歌曲。
PV成為使用了收錄於『The true meaning of "Brotherhood"?（日语：The true meaning of "Brotherhood"?）』影片中的演唱會影像與專輯巡演『B'z LIVE-GYM '99 "Brotherhood"』的橫濱國際綜合競技場影像的完整版MUSIC VIDEO。
2. (4:08)
16th單曲2nd beat。
與原曲相比數位聲變得不那麼醒目，並更強調了吉他連複段（日语：リフ）（Guitar Riff）。
PV是由「love me, I love you」PV的Outtake所構成。
3. (4:00)
2nd專輯曲目8的重新錄製。
與原曲相比吉他聲變重，並且樂曲的結束方式並非淡出（日语：フェード#音響），而是成為了與在演唱會上所演奏的結尾大致相同的構成。此外，吉他獨奏與原曲的樂句相同[11]。
PV是由1995年舉行的巡迴演唱會『B'z LIVE-GYM Pleasure '95 "BUZZ!!"（日语："BUZZ!!" THE MOVIE）』的影像所構成。
4. (5:45)
2nd專輯曲目3的重新錄製。
與原曲相比吉他聲變得更為厚實。
PV是由拍攝『FRIENDS II』原圖（Artwork）時的影像所構成。
5. (3:41)
12th單曲2nd beat。
稍微強調了爵士鼓，並降低了最後的和聲音量。
PV是由拍攝『Calling』唱片封面時的影像所構成。
6. （現在…如果現在…現在也… -Mixture style-）(5:22)
3rd專輯曲目9的重新錄製。
編曲忠實於原曲[11]，但整體的吉他聲變得更為厚實，亦變更了吉他獨奏。在原曲中松本擔任的和聲，改成了稻葉的和聲。在本作中成為了結尾唯一仍保留了淡出（日语：フェードアウト）的樂曲。
PV是由夜景與拍攝時的影像所構成。
7. （孤獨的Runaway -Mixture style-）(5:00)
3rd迷你專輯曲目1的重新錄製。
與原曲相比，搖滾色彩變得更加強烈，松本的吉他切弦與稻葉的和聲變得十分醒目[11]。
PV是由1992年舉行的巡迴演唱會『B'z LIVE-GYM Pleasure '92 "TIME"』的影像所構成。
8. (3:44)
19th單曲2nd beat。以原曲收錄，首次收錄於專輯中。
成為了在本專輯中唯一的單曲A面曲（以不同版本收錄的除外）。
PV是由錄音時的影像所構成。
9. (4:09)
17th單曲2nd beat。
與原曲相比降低了整體的樂器聲重量。
PV是由坐在橋畔的B'z兩人的影像所構成。
10. (3:20)
15th單曲2nd beat。
與原曲相比被施加了強調吉他聲的混音。
PV是由拍攝官方粉絲俱樂部會報誌時的影像所構成。
11. (3:47)
13th單曲2nd beat。
強調喇叭聲，並增添了記憶性。
PV是由1993年舉行的巡迴演唱會『B'z LIVE-GYM Pleasure '93 "JAP THE RIPPER"（日语：LIVE RIPPER）』的影像所構成。
12. (3:52)
18th單曲2nd beat。以原曲收錄，首次收錄於專輯中。歌曲結束後，無間隔地立即移至了下一首歌曲。
PV是由1996年舉行的巡迴演唱會『B'z LIVE-GYM '96 "Spirit LOOSE"』的影像所構成。
13. （BILIBILI -Mixture mix-）(3:34)
23rd單曲2nd beat。
僅降低了序奏的吉他Cutting（日语：ミュート (ギター) #カッティング）音量，並加強了隨處可見的延遲（日语：ディレイ (音響機器)）（Delay）。
PV是以單色處理，由稻葉奔跑的場面（PV的Outtake）所構成。
14. (3:55)
24th單曲2nd beat。以原曲收錄，首次收錄於專輯中。
PV是由1998年舉行的巡迴演唱會『B'z LIVE-GYM '98 "SURVIVE"』的影像所構成。
15. (3:45)
25th單曲2nd beat。以原曲收錄，首次收錄於專輯中。
PV是與同為於香港拍攝。
16. （是你的話就無所謂）(3:58)
未發表曲。
9th專輯時的Outtake[10]。
在吉他前奏後，由副歌揭開序幕。演唱會未演奏。
PV使用了本作的原圖（Artwork）影像。

## 製作人員
- 松本孝弘：吉他、全曲作曲・編曲
- 稻葉浩志：主唱、全曲作詞、編曲（#1.2.8.12-16）
- 明石昌夫：Manipulator（日语：マニピュレーター）（#5.10.11）、合成器（#3.4.6.7）、貝斯（#5.8-11.12.14.15）、編曲（#3-7.9.10.11）
- 池田大介（日语：池田大介 (編曲家)）：Manipulator（#2.12）、合成器（#15）、編曲（#9.12）
- 德永曉人：貝斯・合成器（#16）、編曲（#13.16）
- 黑瀨蛙一：爵士鼓（#1.3.7）
- 山木秀夫：爵士鼓（#2.4.6.13-16）
- 青山純：爵士鼓（#9.10.11）
- そうる透（日语：そうる透）：爵士鼓（#8）
- 田中一光：爵士鼓（#5）
- Denny Fongheiser：爵士鼓（#12）
- 滿園庄太郎：貝斯（#1.3.7）
- 中村"キタロー"幸司：貝斯（#2.4.6）
- 小野塚晃（日语：DIMENSION）：鋼琴（#2.9）、合成器（#2）、風琴（#14.16）
- 增田隆宣：風琴（#8.10.12）、Moog合成器（日语：モーグ・シンセサイザー）（#12）
- 佐々木史郎：小號（#2）
- 小林太：小號（#2）
- 中路英明：長號（#2）
- 勝田かず樹（日语：勝田かず樹）：薩克斯風（#2）
- 数原晋：小號（#10）
- 古村敏比古（日语：古村敏比古）：薩克斯風（#11）
- 大黑摩季：和聲（#5）
- 古川真一：和聲（#9）
- 飯島直子：Female Voice（#12）
- 大田紳一郎：和聲（#14）
- 日色Strings：弦樂器（#2.5.9）
- 篠崎（日语：篠崎正嗣）Strings：弦樂器（#15）

## 腳註

### 出典
1. ↑  . ORICON NEWS (Oricon). 2006-05-10  [2021-02-08]. （原始内容存档于2018-08-07）.
2. ↑  . 日本唱片協會. 2001  [2019-11-19]. （原始内容存档于2019-07-01）.
3. ↑  . BARKS (JAPAN MUSIC NETWORK株式會社). 2008-06-20  [2020-04-10]. （原始内容存档于2015-05-30）.
4. ↑  . TOWER RECORDS ONLINE. 淘兒唱片.   [2019-11-19]. （原始内容存档于2020-05-10）.
5. 1 2 3 4   45. B'z Party. 2000-03.
6. ↑  高島茂男.  (访谈). 角川ASCII綜合研究所. 2000-02-22  [2020-04-28].  ASCII.jp. （原始内容存档于2018-12-10）.
7. ↑  . MRM（日语：エムアールエム）.   [2019-11-19]. （原始内容存档于2016-03-25）.
8. 1 2  . MRM. 2013: 143.
9. ↑   (新闻稿). インプレス. 2000-02-25  [2020-05-23]. （原始内容存档于2006-10-18）.
10. 1 2 3  mfm I 2013，第248頁.
11. 1 2 3  mfm I 2013，第139頁.

## 外部連結
- B'z DISCOGRAPHY 『B'z The "Mixture"』 （页面存档备份，存于） ※可試聽樂曲